# Andrea Belotti
Andrea Belotti (Calcinate, 1993. december 20. –)  olasz válogatott labdarúgó, a Como játékosa.

## Pályafutása

### Klubcsapatokban
Belotti beceneve a Kakas (Il Gallo). Ezt a becenevet egy közeli gyerekkori baráttól kapta, aki viccesen azt javasolta, hogy a góljait két kezével kakast imitálva ünnepelje.

### AlbinoLeffe
Pályafutása első lépéseit Gorlago és Grumello del Monte városaiban tette meg,  majd miután az Atalantánál nem felelt meg a próbajátékon, aláírt az UC AlbinoLeffe csapatához. Miután végigjárta az utánpótlás csapatokat, a 2011-12 szezonban mutatkozott be a felnőttek között és nyolc mérkőzésen két gólt szerzett a másodosztályban.  A 2012-13-as idényben 30 tétmérkőzésen 13 gólt szerzett és június hónapban elnyerte a legjobb fiatalnak járó a Trofeo Dossena kupát, majd bemutatkozhatott az Olasz kupában is. Mivel a csapatban már játszott egy Mauro Belotti nevű védó, csapattársai Belottinónak becézték.

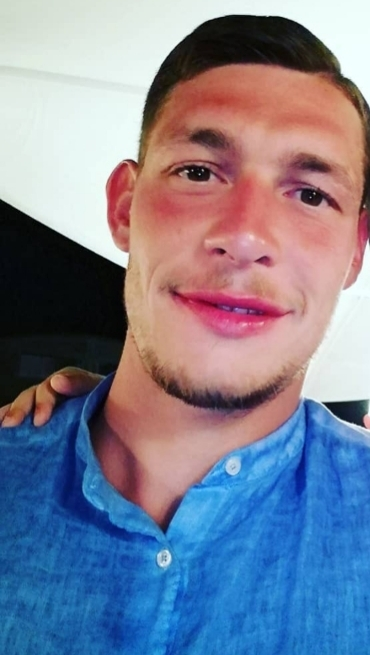
Andrea Belotti, becebevén "il Gallo" azaz a "Kakas"

### Palermo
2013. szeptember 2-án 500 ezer euróért cserébe kölcsönbe került a szintén másodosztályú Palermóhoz, szerződésében pedig két és fél millió eurós kivásárlási árat rögzítettek. A szicíliai csapatban szeptember 24-én debütált, Davide Di Gennaro helyére állt be az AS Bari elleni bajnokin. Új csapata színeiben október 5-én szerezte első gólját a Brescia ellen. A szezonban tíz gólt ért el, csapata pedig feljutott az élvonalba. 2014. szeptember 24-én szerezte első Seria A-s gólját az SSC Napoli elleni  3-3-as bajnoki során. December 13-án győztes gólt szerzett a Sassuolo ellen, csapata pedig egymást követő hetedik bajnokiján maradt veretlen, ami rekordbeállítás volt, még a 2009-10-es idényben produkált hasonlót a Palermo Delio Rossi irányításával. 38 tétmérkőzésen lépett pályára a szezonban, ezeken hat gólt lőtt.

### Torino
2015. augusztus 18-án hét és félmillió euróért aláírt a Torino FC-hez. Első gólját a Bologna elleni 2-0-s győzelem alkalmával rúgta. 2016. január 16-án duplázott a Frosinone ellen, március 20-án pedig büntetőből betalált Gianluigi Buffonnak, megszakítva a Juventus kapusának góltalansági sorozatát. Április 20-án győztes gólt szerzett az Inter ellen 2-1-re megnyert bajnokin a Giuseppe Meazza Stadionban. A 2015-16-os idény második felében hatszor talált a hálóba, összesen tizenkét gólt szerzett 35 mérkőzésen.
A 2016-17 szezonban gólt rúgott a San Siróban az AC Milannak, de csapata 3-2 vereséget szenvedett. A következő fordulóban, augusztus 28-án megszerezte karrierje első mesterhármasát a Bologna elleni  5-1 hazai győzelemkor. Szeptember 25-én gólt lőtt az AS Roma ellen, majd gólpasszt adott Iago Falquenek, a Torino pedig 3-1-re győzött. December 21-én 2021-ig szerződést hosszabbított, kivásárlási ára 100.000.000 euróra nőtt, és rögzítették, hogy hazai riválisnak nem eladható. 2017. március 5-én a Palermo elleni mérkőzésen először viselhette a csapatkapitányi karszalagot.  A mérkőzésen ő szerezte a Seria A történetének leggyorsabb mesterhármasát, megdöntve Andrij Sevcsenko 2000 januárjában felállított rekordját.

### AS Roma
Belotti 2022. augusztus 28-án, ingyen szerződött a fővárosi klubhoz, szerződése egy évre szólt, és két évvel meghosszabbítható volt. Első gólját a 2023. február elsején szerezte, a Cremonese csapata ellen, az olasz kupában. Első római szezonjában góltalan maradt a bajnokságban, az Európa Ligában 14 mérkőzésen csupán 3 gólt szerzett, szerződését mégis meghosszabbították 2025 nyaráig. Első két bajnoki gólját 2023. augusztus 20-án szerezte, a Salernitana ellen. 2024. február 1-jén kölcsönbe került a Fiorentina csapatához a szezon további részére.

### Como
2024. június 25-én jelentették be, hogy a Como csapata szerződtette.

### A válogatottban
2011 decemberében kapott először meghívót az olasz U19-es válogatottba és szerepelt a 2012-es U19-es labdarúgó-Európa-bajnokság selejtezőjének elitkörében ahol három mérkőzésen egyszer volt eredményes.
2013. augusztus 14-én mutatkozott be az U21-es válogatottban egy Szlovákia elleni barátságos mérkőzésen, amit az olaszok 4-1 arányban megnyertek. Luigi Di Biagio beválogatta a csehországi Európa-bajnokságon szereplő keretbe. Az angolok elleni 3-1-es vereség alkalmával ugyan gólt lőtt, de az olaszok csak harmadikok lettek csoportjukban a későbbi döntős Portugália és Svédország mögött.
Gian Piero Ventura 2016. augusztus 27-én hívta meg először a felnőttek közé, majd szeptember 5-én a franciák elleni világbajnoki selejtezőn lépett pályára. Első gólját címeres mezben október 9-én lőtte a macedónok elleni 3-2-es győzelem alkalmával.

## Játékstílusa
Karrierje kezdetén Belotti szélső középpályást játszott, majd az AlbinoLeffe Primavera csapatában játszott először csatárként. Inkább visszavont csatárként szeret játszani, de előretolt ékként is hasznos, ahogy Emiliano Mondonico, az AlbinoLeffe edzője mondta "A legmagasabb szintű játékos, mikor először láttam játszani, előre tudtam mekkora tehetség. Nem mondanám a régimódi középcsatárnak. Hasznos játékra képes a támadósor minden pontján, a kapu előtt pedig kíméletlen." Hasonlították Roberto Boninsegnához és Gianluca Viallihoz is.

## Statisztika

### Klub
2018. május 13-án frissítve
| Klub             | Szezon           | Bajnokság                  | Bajnokság     | Bajnokság | Kupa          | Kupa  | Nemzetközi kupa | Nemzetközi kupa | Egyéb         | Egyéb | Összesen      | Összesen |
| Klub             | Szezon           | Bajnokság                  | Pályára lépés | Gólok     | Pályára lépés | Gólok | Pályára lépés   | Gólok           | Pályára lépés | Gólok | Pályára lépés | Gólok    |
| ---------------- | ---------------- | -------------------------- | ------------- | --------- | ------------- | ----- | --------------- | --------------- | ------------- | ----- | ------------- | -------- |
| AlbinoLeffe      | 2011–12          | Serie B                    | 8             | 2         | 0             | 0     | —               | —               | —             | —     | 8             | 2        |
| AlbinoLeffe      | 2012–13          | Lega Pro Seconda Divisione | 30            | 12        | 1             | 0     | —               | —               | —             | —     | 31            | 12       |
| AlbinoLeffe      | 2013–14          | Lega Pro Seconda Divisione | —             | —         | 1             | 0     | —               | —               | —             | —     | 1             | 0        |
| AlbinoLeffe      | Összesen         | Összesen                   | 38            | 14        | 2             | 0     | —               | —               | —             | —     | 40            | 14       |
| Palermo          | 2013–14          | Serie B                    | 24            | 10        | 0             | 0     | —               | —               | —             | —     | 24            | 10       |
| Palermo          | 2014–15          | Serie A                    | 38            | 6         | 1             | 0     | —               | —               | —             | —     | 39            | 6        |
| Palermo          | 2015–16          | Serie A                    | —             | —         | 1             | 0     | —               | —               | —             | —     | 1             | 0        |
| Palermo          | Összesen         | Összesen                   | 62            | 16        | 2             | 0     | —               | —               | —             | —     | 64            | 16       |
| Torino           | 2015–16          | Serie A                    | 35            | 12        | 1             | 0     | —               | —               | —             | —     | 36            | 12       |
| Torino           | 2016–17          | Serie A                    | 35            | 26        | 3             | 2     | —               | —               | —             | —     | 38            | 28       |
| Torino           | 2017–18          | Serie A                    | 31            | 10        | 3             | 3     | –               | –               | –             | –     | 34            | 13       |
| Torino           | Összesen         | Összesen                   | 101           | 48        | 7             | 5     | —               | —               | —             | —     | 108           | 53       |
| Karrier összesen | Karrier összesen | Karrier összesen           | 201           | 78        | 11            | 5     | —               | —               | —             | —     | 212           | 83       |

### Válogatott
2016. november 15-én frissítve
| Válogatott  | Év       | Pályára lépés | Gól |
| ----------- | -------- | ------------- | --- |
| Olaszország |          |               |     |
| 2016        | 5        | 3             |     |
| Összesen    | Összesen | 5             | 3   |

### Válogatott góljai
2016. november 12-én frissítve
| No. | Dátum              | Helyszín                                | Ellenfél      | Eredmény a gól után | Végeredmény | Versenysorozat                             |
| --- | ------------------ | --------------------------------------- | ------------- | ------------------- | ----------- | ------------------------------------------ |
| 1   | 2016. október 9.   | Philip II Arena, Szkopje, Macedónia     | Macedónia     | 1–0                 | 3–2         | 2018-as labdarúgó-világbajnokság-selejtező |
| 2   | 2016. november 12. | Rheinpark Stadion, Vaduz, Liechtenstein | Liechtenstein | 1–0                 | 4–0         | 2018-as labdarúgó-világbajnokság-selejtező |
| 3   | 2016. november 12. | Rheinpark Stadion, Vaduz, Liechtenstein | Liechtenstein | 4–0                 | 4–0         | 2018-as labdarúgó-világbajnokság-selejtező |

## Sikerei, díjai

### Klub
Palermo
- Serie B: 2013–14

## Külső információ
- Andrea Belotti Archiválva 2017. január 12-i dátummal a Wayback Machine-ben a Torino FC honlapján